# Ключ (Пермский край)
Ключ — деревня в Кунгурском районе Пермского края, входит в состав Калининского сельского поселения.

## География
Деревня находится в западной части Кунгурского района примерно в 3 километрах от села Бырма по прямой на юго-запад.

## Климат
Климат умеренно континентальный с продолжительной снежной зимой и коротким, умеренно тёплым летом. Средняя температура июля составляет +17,8 °C, января −15,6 °C. Среднегодовая температура воздуха составляет +1,3 °C. Средняя продолжительность периода с отрицательными температурами составляет 168 дней и продолжительность безморозного периода 113 дней. Среднее годовое количество осадков составляет 539 мм.

## История
Известна с 1878 года как выселок. До 2018 года входила в состав Бырминского сельского поселения до его упразднения, ныне рядовой населённый пункт Калининского сельского поселения.

## Население
Постоянное население составляло 97 человек в 2002 году (56 % русские, 38 % татары), 66 человек в 2010 году.